# Charles Ponzi
Carlo Pietro Giovanni Guglielmo Tebaldo Ponzi (ur. 3 marca 1882 w Lugo, zm. 17 stycznia 1949 w Rio de Janeiro) – włoski oszust finansowy, twórca tak zwanego schematu Ponziego.

## Początki życia na emigracji
Ponzi przypłynął do Bostonu na pokładzie statku „Vancouver” 15 listopada 1903 roku, mając w kieszeni jedynie 2,5 dolara. Pierwotnie pracował jako kelner, a później po przeprowadzce do Montrealu zaczął współpracę z Banco Zarossi. Bank oferował bardzo wysokie, jak na ówczesne czasy, oprocentowanie lokat. Ponzi z czasem awansował na stanowisko dyrektora, jednak jego kariera na tym stanowisku nie trwała długo. Bank był bowiem instytucją założoną w celu wyłudzania pieniędzy, a Zarossi uciekł ze zdefraudowanymi pieniędzmi do Meksyku. Na koniec swoich związków z Banco Zarossi Ponzi podjął próbę oszustwa na rzecz jednego z klientów i na trzy lata trafił do więzienia w Saint Vincent-de-Paul koło Montrealu. Kolejną karę więzienia – za uczestnictwo w procederze przemytu imigrantów – dwa lata pozbawienia wolności spędził w więzieniu w Atlancie. Następnie wrócił do Bostonu. W 1918 roku poślubił Rose Marię Gnecco.

## Schemat Ponziego
W Bostonie Ponzi pracował jako tłumacz. Próbował także sił w marketingu listowym. W jednym z listów otrzymanych z Hiszpanii znalazł tzw. Międzynarodowy Kupon na Odpowiedź (IRC – International Reply Coupon), który wykorzystywały firmy prowadzące sprzedaż wysyłkową. IRC podlegał wymianie na znaczki pocztowe o wartości opłaty za list zwykły zagraniczny, wysyłany w dowolne miejsce na świecie. Ponzi zauważył, że wymieniając w Ameryce IRC na znaczki pocztowe znacznie zaoszczędził, czy wręcz zarobił. Okazało się, że na skutek zawirowań powojennych ceny stosowane przez poszczególne kraje były bardzo zróżnicowane. Ponzi wpadł więc na pomysł masowego skupowania europejskich IRC i wymieniania ich w USA na znaczki, które sprzedawał później z zyskiem. Zysk netto wynosił około 40%.
Po pierwszej udanej próbie działania systemu, w styczniu 1920 Ponzi założył „Securities Exchange Company” (SEC). Z czasem biznes rozkręcił się na tyle, że Ponzi zatrudnił wielu agentów poszukujących inwestorów i wynagradzał ich w systemie prowizyjnym. Pozyskanym inwestorom oferował 50% zysk w czasie 45 dni. Piramida rosła. Amerykę stopniowo ogarnęła gorączka inwestycyjna i SEC zdobywało coraz więcej uczestników systemu, przy czym inwestycja nie bilansowała się: obiecywane zyski były wypłacane z bieżących wpłat od kolejnych inwestorów. Przedstawiciele poczty informowali, że nie zauważyli zwiększonego popytu na kupony IRC w kraju lub za granicą, co musiałoby nastąpić, gdyby deklarowana inwestycja miała się opierać jedynie na obrocie nimi. Po pierwszych krytycznych artykułach wskazujących na ogromne ryzyko takiej inwestycji i brak ekonomicznych podstaw do jej trwałości, Ponzi zaprosił inwestorów na kawę i pączki, po czym spokojnie wypłacił im pieniądze. Uśpił czujność inwestorów. Podczas kolejnej fali niepokoju Ponzi zaciągnął kredyt i wypłacił oczekiwany zysk inwestorom znów usypiając czujność opinii publicznej. Sam Ponzi żył wystawnie, kupował luksusowe nieruchomości i w szczytowym okresie zarabiał 250 tys. dolarów dziennie.
24 lipca 1920 roku w prasie pojawił się artykuł opisujący w korzystnym świetle funkcjonowanie systemu Ponziego. Do drzwi SEC ponownie ustawiły się kolejki chcących zainwestować w przedsięwzięcie. Jednak kilka dni później współpracownik Ponziego – zatrudniony przez niego na stanowisku agenta PR – William McMasters opublikował w „The Boston Post” artykuł demaskujący rzeczywistą sytuację finansową SEC. Jak się okazało, firma nie posiadała deklarowanych przez Ponziego 7 milionów dolarów depozytów. Straty uczestników piramidy finansowej zostały oszacowane na 15 mln dolarów. Ponzi dostał wyrok pięciu lat kary pozbawienia wolności i trafił do więzienia federalnego na Florydzie. Wyszedł po 3,5 roku po wpłaceniu kaucji.
Po opuszczeniu więzienia zamieszkał w Springfield koło Jacksonville na Florydzie, gdzie uruchomił nowy system finansowy „Charpon Land Syndicate” (część nazwy – „Charpon” – pochodziła od zbitki powstałej z jego imienia i nazwiska). Ponzi oferował uczestnikom zysk 200% w ciągu 60 dni. Po kolejnym wyroku podjął próbę ucieczki do Włoch, lecz został zatrzymany w Nowym Orleanie na pokładzie statku handlowego, który miał wyruszyć w rejs do Europy. Z więzienia w Massachusetts wyszedł w lutym 1934 roku i został przewieziony do aresztu deportacyjnego.

### Schemat Ponziego, a piramida finansowa
Mimo iż w literaturze można napotkać na zamienne stosowanie określeń „piramida finansowa” oraz „schemat Ponziego”, to są to jednak różne zjawiska. Schemat Ponziego był typem oszustwa inwestycyjnego, w którym zwroty z inwestycji nie były wypłacane z zysków wygenerowanych w ramach samej inwestycji lub aktywności gospodarczej, ale z własnych środków inwestorów, lub środków wpłaconych przez kolejnych inwestorów, którzy byli werbowani za pomocą atrakcyjnej, ale fikcyjnej koncepcji inwestycyjnej (tzw. fasadowego modelu biznesowego). Inwestorów przyciągała także wizja ponadprzeciętnych zysków, których wysokość nie zależała od liczby nowo pozyskanych inwestorów. W przeciwieństwie do piramidy finansowej, pozyskiwane nowych inwestorów nie odbywało się drogą rekrutacji przez wcześniejszych klientów, ale twórcy schematu Ponziego oddziaływali bezpośrednio na wszystkich
inwestorów.
Piramida finansowa (nazywana także łańcuchem poleceń lub oszustwem franczyzowym) jest oszustwem marketingowym i inwestycyjnym, w którym inwestorowi (osobie fizycznej) proponuje się prowadzenie dystrybucji lub franczyzy w celu wprowadzenia na rynek jakiegoś produktu. Rzeczywisty zysk jest uzyskiwany nie ze sprzedaży danego produktu, lecz ze sprzedaży nowych dystrybutorów.

## Deportacja i rozwód
Ponzi nie miał obywatelstwa amerykańskiego, więc 7 października 1934 został deportowany do Włoch, gdzie utrzymywał się z wykonywania dorywczych prac. Pracował także jako przewodnik po Rzymie. W 1936 Rose Ponzi wystąpiła o rozwód, który został orzeczony w grudniu tego roku.

## Życie w Brazylii
W 1939 Ponzi wyjechał do Brazylii, gdzie podjął pracę jako agent włoskich linii lotniczych Linee Aeree Transcontinentali Italiane (LATI). Po przystąpieniu USA do wojny linie zawiesiły działalność. Ponzi żył w ubóstwie. Mieszkał w niewielkim pokoju w Rio de Janeiro i utrzymywał się ucząc angielskiego w prywatnej szkole. Za tę pracę otrzymywał 75 dolarów miesięcznie. Miał problemy zdrowotne – stracił wzrok, przeszedł zawał serca i doznał paraliżu lewej ręki i lewej nogi. Umarł z powodu zakrzepu krwi w mózgu. Zmarł w szpitalu w Rio de Janeiro 17 stycznia 1949 roku.